# Bazilika sv. Janeza v Lateranu, Rim
Nadbazilika Presvetega Odrešenika in svetega Janeza Krstnika ter Evangelista v Lateranu (italijansko Arcibasilica del Santissimo Salvatore e dei Santi Giovanni Battista ed Evangelista in Laterano, latinsko Archibasilica Sanctissimi Salvatoris et Sanctorum Ioannis Baptistae et Ioannis Evangelistae in Laterano), v slovenščini znana tudi kot Lateranska bazilika in Sveti Janez Lateranski, je stolnica Škofije Rim in ena od štirih večjih bazilik.
Je najstarejša in najvišje uvrščena med štirimi papeškimi večjimi bazilikami, ki ima edinstven naslov: nadbazilika. Je najstarejša javna cerkev v Rimu in najstarejša bazilika zahodnega sveta. V njej je katedra rimskega škofa in ima naslov: ekumenska matična cerkev katoliških vernikov.
Trenutni rektor je generalni vikar Škofije Rim. Predsednik Francije je po uradni dolžnosti – »ex officio«  – prvi in edini častni kanonik nadbazilike; nosi torej naslov, ki so ga imeli francoski poglavarji vse od kralja Henrika IV. dalje.
Velik latinski napis na fasadi se glasi: Clemens XII Pont Max Anno V Christo Salvatori In Hon SS Ioan Bapt et Evang. Ta skrajšani napis prevajamo kot: Papež Klemen XII. je v petem letu [njegovega pontifikata to stavbo] posvetil Kristusu Odrešeniku, v čast svetima Janezu Krstniku in Evangelistu. Napis s celotnim naslovom nakazuje, da je bila nadbazilika prvotno posvečena Kristusu Odrešeniku in stoletja pozneje posvečena svetemu Janezu Krstniku in svetemu Janezu Evangelistu. Kot papeška stolnica in stolnica rimskega škofa je mati vseh cerkva in je tako nadrejena vsem drugim cerkvam Rimskokatoliške cerkve po svetu, vključno z baziliko sv. Petra.

## Lokacija in status
Nadbazilika stoji v mestu Rimu, približno 4 kilometre severozahodno od Vatikana. V skladu z Lateransko pogodbo, podpisano leta 1929, imajo Nadbazilika in njene sosednje stavbe eksteritorialni status, kot ena od lastnin Svetega sedeža.

## Ime
Latinsko ime nadbazilike je Archibasilica Sanctissimi Salvatoris ac Sancti Ioannis Baptistae et Ioannis Evangelistae ad Lateranum, kar pomeni v slovenskem prevodu: Nadbazilika Presvetega Odrešenika in svetega Janeza Krstnika ter Evangelista Janeza v Lateranu; v italijanščini pa:  Arcibasilica [Papale] del Santissimo Salvatore e Santi Giovanni Battista ed Giovanni Evangelista in Laterano.

## Lateranska palača
Nadbazilika stoji nad ostanki Castra Nova equitum singularium, tj. nove trdnjave rimske cesarske konjeniške straže. Trdnjavo je ustanovil Septimij Sever leta 193. Po zmagi cesarja Konstantina Velikega nad Maksencijem - za katerega so se borili Equites singulares augusti - cesarjevi konjeniški telesni stražarji - so v bitki pri Milvijskem mostu premagali stražo in trdnjavo porušili. Bistveni ostanki utrdbe ležijo neposredno pod cerkveno ladjo.
Preostanek mesta je v zgodnjem rimskem cesarstvu zasedla palača družine Laterani. Sekstij Lateran je bil prvi plebejec, ki je dobil čin konzula, Laterani pa so bili uradniki več cesarjev. Eden od Lateranov, konzul, imenovan Plautij Lateran, je postal znan po tem, da ga je Neron obtožil zarote proti cesarju. Zaradi obtožbe je prišlo do zaplembe in razprodaje njegovega premoženja.
Lateranska palača je prišla v roke cesarja, ko se je Konstantin I. poročil z drugo ženo Fausto, Maksencijevo sestro. Stavba je bila znana do takrat kot Domus Faustae oziroma Faustina hiša; Konstantin I. jo je končno podaril rimskemu škofu. Dejanski datum darovanja ni znan, vendar znanstveniki domnevajo, da je to bilo med pontifikatom papeža Melkijada, da bi leta 313 gostil sinodo škofov, ki je bila sklicana zaradi donatističnega razkola; na njej so razglasili donatizem za krivoverstvo. Palačina bazilika je bila spremenjena in razširjena ter je postala rezidenca papeža svetega Silvestra I.; sčasoma pa je postala rimska stolnica, sedež papežev kot rimskih škofov.

## Zgodnja cerkev
Papež Silvester I. je leta 324 vodil uradno posvečenje nadbazilike in sosednje lateranske palače, pri čemer je ime iz Domus Fausta v Domus Dei (Božja hiša) spremenil s posvetilom Kristusu Odrešeniku (Christo Salvatori).
Ko je katedra postala simbol škofovske oblasti, je bila papeška katedra postavljena v njeno notranjost, zaradi česar je stolnica papeža postala seveda stolnica rimskega škofa.
Ko je Gregor Veliki poslal gregorijansko misijo v Anglijo pod Avguštinom Canterburyjskim, so nekatere izvirne cerkve v Canterburyju vzele rimski načrt kot vzor, in cerkev posvetile tako Kristusu kot svetemu Pavlu zunaj mestnega obzidja. Ime Kristusova cerkev uporabljajo na anglikanskem območju na splošno za cerkve po vsem svetu; prvotno izhaja ta naziv iz te rimske cerkve, ki je osrednja v predsrednjeveški krščanski zavesti in priča takratne vsekrščanske edinosti.

## Srednji vek
Na sprednji steni nadbazilike med glavnimi portali je plošča z napisom: SACROS LATERAN ECCLES OMNIUM VRBIS ET ORBIS ECCLESIARVM MATER ET CAPUT (Najsvetejša lateranska cerkev, mati in voditeljica vseh cerkva v mestu in svetu); vidno znamenje dejstva, da je bazilika 'matična cerkev' vsega sveta. V 12. stoletju so lateranski kanoniki trdili, da je na velikem oltarju domovala Skrinja zaveze in več svetih predmetov iz Jeruzalema. Bazilika je bila tako predstavljena kot tempelj Nove zaveze.
Nadbazilika in Lateranska palača sta bili posvečeni dvakrat: Papež Sergij III. ju je v 10. stoletju posvetil svetemu Janezu Krstniku v čast novoposvečeni krstilnici nadškofije; Papež Lucij II. pa ju je v 12. stoletju posvetil Janezu Evangelistu. Tako sta sveti Janez Krstnik in sveti Janez Evangelist postala nadškofijska sopatrona, medtem ko je glavni zaščitnik še vedno Kristus Odrešenik, kot nakazuje vhodni napis in kot je to tradicionalno za patriarhalne stolnice. Posledično je nadbazilika še vedno posvečena Odrešeniku, njen titularni praznik pa je praznik Jezusove spremenitve - dne 6. avgusta. Nadbazilika je postala najpomembnejše svetišče obeh svetih Janezov, čeprav sta tukaj malo češčena. V poznejših letih je bil v Lateranski palači ustanovljen benediktinski samostan, ki je bil namenjen upravljanju nadškofije in pospeševanju češčenja njenih zavetnikov.
Vsak papež, začenši s papežem Melkijadom, je prejel v posest Lateransko palačo; to je trajalo do vladavine francoskega papeža Klemena V., ki je leta 1309 sedež papeštva prenesel v Avignon, na papeško posest, ki je bila v Franciji znana kot enklava. 
Lateranska palača je bila tudi mesto petih ekumenskih koncilov:
- Prvi lateranski koncil (1123);
- Drugi lateranski koncil (1139);
- Tretji lateranski koncil (1179);
- Četrti lateranski koncil (1215);
- Peti lateranski koncil (1512-1517).

### Lateranski požari
V času, ko je bilo papeštvo v Avignonu v Franciji, se je stanje v Rimu, pa tudi okoli Lateranske palače in nadbazilike, hudo poslabšalo. Leta 1307 in 1361 sta izbruhnila požara, ki sta opustošila baziliko in palačo. Po obeh požarih je papež poslal iz Avignona denar, da bi plačal obnovo in vzdrževanje. Kljub temu sta stavbi izgubili svoj nekdanji sijaj.
Ko se je papež vrnil iz Avignona in je znova prebival v Rimu, sta bili nadbazilika in Lateranska palača v tako slabem stanju, da ju je ocenil kot neprimerni za bivanje. Papeži so prebivali odtlej raje pri v baziliki sv. Marije in Trastevere in kasneje v bližini bazilike Marije Snežne (Santa Maria Maggiore). Sčasoma je bila ob Stari baziliki svetega Petra zgrajena Vatikanska palača, ki je sicer obstajala že od časa cesarja Konstantina I.; in tam so odtlej začeli prebivati papeži. Lateran je sicer uradno še naprej ostal prebivališče papeža, vendar papeži - tudi sedanji - papež Leon XIV. - neuradno prebivajo drugje - namreč v Vatikanu.

## Rekonstrukcija
Pred dokončno odločitvijo o rekonstrukciji je papež Sikst V. najel svojega najljubšega arhitekta Domenica Fontana, da je nadziral velik del projekta. Prvotno Lateransko palačo so porušili, in jo nadomestili z novo stavbo. Na trgu pred Lateransko palačo, nasproti bolnišnice San Giovanni Addolorata, je največji stoječi obelisk na svetu, znan kot Lateranski obelisk. Tehta približno 455 ton. Naročil ga je egiptovski faraon Tutmoz III., postavil pa ga je Tutmoz IV. pred velikim templjem v Karnaku, v Tebah v Egiptu. Cesar Konstantina I. ga je predvidel za Konstantinopel, a ga je Konstancij II. namesto tega poslal v Rim, kjer so ga leta 357  postavili v Circus Maximus. Tam se je zlomil in je dalj časa ležal zakopan pod Cirkusom. V 16. stoletju so ga odkrili in odkopali, Sikst V. pa ga je na novem podstavku postavil 3. avgusta 1588 na današnjem mestu.
Nadaljnjo prenovo notranjosti nadbazilike pod vodstvom Francesca Borrominija je naročil papež Inocenc X.. Dvanajst niš, ki so jih ustvarili po njegovi arhitekturni shemi, so leta 1718 napolnili s kipi apostolov, ki so jih izdelali najvidnejši rimski rokokojski kiparji .
Papež Klemen XII. je imel v mislih zahteven obnovitveni načrt; razpisal je natečaj za oblikovanje novega pročelja. Tekmovalo je več kot 23 stavbenikov, ki so delovali v takratnem baročnem obdobju. Žiriji je predsedoval Sebastiano Conca, predsednik rimske akademije svetega Luka; na natečaju je zmagal Alessandro Galilei.
Današnje pročelje so dokončali leta 1735. Na njem je latinski napis: Clemens XII Pont Max Anno V Christo Salvatori In Hon SS Ioan Bapt et Evang; ta zelo skrajšani napis bi se v celotnem obsegu glasil takole: Clemens XII, Pont[ifex] Max[imus], [in] Anno V, [dedicicavit hoc aedificium] Christo Salvatori, in hon[orem] [sanctorum] Ioan[is] Bapt[tistae] et Evang[elistae]. To bi po slovensko pomenilo: "Najvišji duhovnik, papež Klemen XII., je v petem letu svojega vladanja to stavbo posvetil Kristusu Odrešeniku, v čast svetnikoma Janezu Krstniku in Janezu Evangelistu". 
Galileijeva fasada je odstranila vse ostanke tradicionalne, starodavne, bazilikalne arhitekture in ponudila neoklasicistično podobo.
- Glavna ladja
- Strop bazilike
- Obelisk pred Lateransko palačo
- Loggia delle Benedizioni; levo Lateranska palača

## Arhitekturna zgodovina
Apsida, obložena z mozaiki, še vedno ohranja spomin na eno najbolj znanih dvoran antične palače, Triclinium papeža Leona III., ki je bila državna banketna dvorana. Obstoječa stavba sicer ni antična, vendar so se nekateri deli izvirnih mozaikov ohranili v tristranskem mozaiku niše. V središču Kristus daje apostolom njihovo poslanstvo; na levi daje ključe nebeškega kraljestva papežu Silvestru I. in Labarum cesarju Konstantinu I.; na desni strani sveti Peter daje papeško štolo papežu Leonu III., prapor pa Karlu Velikemu.
Nekaj ostankov izvirnih stavb je še vedno mogoče najti v mestnem obzidju na zunanji strani Vrat svetega Janeza. To je velik zid, okrašen s slikami, ki so jih odkrili v 18. stoletju znotraj nadbazilike za Lancellottijevo kapelo. Nekaj sledov starejših stavb je bilo odkritih tudi med izkopavanji leta 1880, ko je potekalo delo na podaljševanju apside, a kaj pomembnejšega ni prišlo na dan.
V Liber Pontificalis je zapisanih veliko donacij papežev in drugih dobrotnikov za nadbaziliko; njen sijaj je bil v zgodnjem obdobju tako veličasten, da je postala znana kot Basilica Aurea - tj. Zlata bazilika. Ta sijaj je pritegnil napad Vandalov, ki so oropali vse zaklade. Papež Leon I. jo je najprej obnovil okoli leta 460; znova pa jo je obnovil papež Hadrijan I..
Leta 897 jo je skoraj popolnoma uničil potres: Ab altari usque ad portas cecidit (Podrla se je od oltarja do vrat). Škoda je bila tako obsežna, da je bilo težko zaslediti obrise stare stavbe; starine so vendarle upoštevali in novogradnja je bila enakih razsežnosti kot stara. Ta druga bazilika je stala 400 let, dokler ni leta 1308 zgorela. Obnovila sta jo papež Klemen V. in papež Janez XXII. Leta 1360 je zgorela še enkrat, obnovil pa jo je papež Urban V..
Na obrobjih je nadbazilika ohranila svojo starodavno obliko, ki je bila z vrstami stebrov razdeljena na ladje; spredaj je imela peristil, obdan s kolonado z vodnjakom na sredini, običajno poznoantično obliko, ki ji je sledila tudi stara bazilika svetega Petra. Fasada je imela tri okna in je bila okrašena z mozaikom, ki je predstavljal Kristusa kot Odrešenika sveta.
Portiki so bili okrašeni s freskami, verjetno ne prej kot v 12. stoletju, a predstavljali so naslednje dogodke: spomin na rimsko ladjevje pod Vespazijanom, zavzetje Jeruzalema, krst cesarja Konstantina I. in njegovo darovanje Papeške države katoliški Cerkvi. V notranjosti nadbazilike so stebri brez dvoma potekali kot v vseh drugih bazilikah istega obdobja po celotni dolžini cerkve od vzhoda do zahoda.
V eni od obnov, verjetno tisti, ki jih je izvedel Klemen V., so uvedli prečno ladjo, ki je brez dvoma posnemala tisto, ki je bila že pred tem dodana Baziliki svetega Pavla zunaj obzidja; verjetno so v tem času Lateransko nadbaziliko povečali.
Ohranjeni so nekateri deli starejših stavb. Med njimi je kozmatski tlak srednjeveškega dela in kipa svetih apostolov Petra in Pavla, ki sta zdaj v križnem hodniku. Milostni ciborij nad glavnim oltarjem, ki nekako ne spada v sedanje okolje, sega v leto 1369. V Vatikanskih muzejih je zdaj stercoraria ali prestol iz rdečega marmorja, na katerem so sedeli papeži. Svoje nenavadno ime dolguje himni, ki so jo peli na prejšnjih papeških umestitvah: De stercore erigens pauperem (Dvig revnih iz ječe' iz psalma 112 oziroma 113).
Od 5. stoletja naprej je bilo sedem oratorijev, ki so obkrožali nadbaziliko in so bili že davno vgrajeni v cerkev. Verniki so ob teh oltarjih radi molili zlasti skozi srednjeveško obdobje. Tako je nastala Pobožnost sedmih oltarjev, ki jo še danes pogosto opravljajo v mnogih rimskih in drugih cerkvah.
Glede pročelja Alessandra Galileija iz 1735 menijo, da gre prej za fasado palače kot za fasado cerkve. Novo pročelje je prekrilo starejšo sprednjo stran, in tako ustvarilo narteks ali preddverje, ki poudarja glavno in stranski ladji. To je zahtevalo osrednji obok, širši od preostalega niza. Galilei jo je zagotovil, ne da bi opustil paleto enakih odprtin z lokom, z razširitvijo osrednjega okna s stranskimi stebri, ki podpirajo lok, v znanem Serlianskem motivu. Srednji obok je rahlo pripeljal naprej in obkrožil s pedimentom, ki se vključi v strešno ograjo. Tako je Galilei poskrbel za vhodna vrata v kolosalni lestvici, uokvirjeni s pari imenitnih korintskih pilastrov, ki povezujejo fasado na način, ki je uporabljen tudi v Michelangelovi palači na Kapitolu.

## Kipi apostolov
Dvanajst niš, ustvarjenih v arhitekturi Francesca Borrominija, je bilo desetletja praznih, dokler nista leta 1702 papež Klemen XI. in kardinal-nadškof Benedetto Pamphili razglasila velikega natečaja za izdelavo dvanajsterih apostolov, kipov v naravni velikosti. Juda Iškarijota so nadomestili z apostolom Pavlom. Naročilo je veljalo vsem kiparjem poznobaročnega Rima. Vsak kip naj bi plačal kak znamenit knez; papež je odplačal kip svetega Petra, kardinal Pamfilij pa svetega Janeza Evangelista. Večina kiparjev je dobila kot smernico skico, ki jo je narisal najljubši slikar papeža Klemena - Carlo Maratta. Le Pierre Le Gros mlajši je uspešno napravil lep kip brez kakršnekoli predloge.
Tukaj si sledijo kiparji in njihovi kipi po datumih izdelave, kakor jih navaja Conforti:
- Pierre-Étienne Monnot

sveti Pavel (1704–08)
sveti Peter (1704–11)
- Francesco Moratti

Simon Gorečnik (1704–09)
- Lorenzo Ottoni

Juda Tadej (1704–09)
- Giuseppe Mazzuoli (1644-1725)

sveti Filip (1705–11)
- Pierre Le Gros mlajši

sveti Tomaž (1705–11)
sveti Jernej (okrog 1705–12)
- Angelo de' Rossi

sveti Jakob Mlajši (1705–11)
- Camillo Rusconi

sveti Andrej (1705–09)
Janez Evangelist (1705–11)
sveti Matej (1711–15)
sveti Jakob (1715–18)
Južna stena
- sveti Simon
avtor Moratti
- sveti Jernej
 avtor Le Gros
- Jakob mlajši
 avtor de' Rossi
- sveti Janez
 avtor Rusconi
- sveti Andrej
 avtor Rusconi
- sveti Peter
 avtor Monnot

Severna stena
- sveti Pavel
 avtor Monnot
- sveti Jakob Starejši
 avtor Rusconi
- sveti Tomaž
 avtor Le Gros
- sveti Filip
 avtor Mazzuoli
- sveti Matej
 avtor Rusconi
- sveti Juda Tadej
 avtor Ottoni

## Papeške grobnice
V notranjosti nadbazilike je šest papeških grobnic, v katerih so pokopani: papež Aleksander III. (desna stranska ladja), papež Sergij IV. (desna stranska ladja), papež Klemen XII. (leva stranska ladja), papež Martin V. (pred spovednico), papež Inocenc III. (desni transept) in papež Leon XIII. (levi transept), napravil Giulio Tadolini (1907). Zadnji od njih, Leon XIII., je bil tudi zadnji papež, ki ga niso pokopali v Baziliki sv. Petra.
Dvanajst dodatnih papeških grobnic so zgradili v nadbaziliki v 10. stoletju, vendar so bile uničene med požaroma, ki sta pustošila v letih 1308 in 1361. Ostanke teh grobnic so zbrali in ponovno pokopali v poliandrion (skupni grob). Papeži, katerih grobnice so bile uničene, so: papež Janez X. (914–928), papež Agapet II. (946–955), papež Janez XII. (955–964), papež Pashal II. (1099–1118), papež Kalikt II. (1119– 1124), papež Honorij II. (1124–1130), papež Celestin II. (1143–1144), papež Lucij II. (1144–1145), papež Anastazij IV. (1153–1154), papež Klemen III. (1187–1191), papež Celestin III. (1191–1198) in papež Inocenc V. (1276). 
Papeži, ki so vladali v tem obdobju, a katerih grobnice niso znane in so morda bili pokopani v nadbaziliki, so: papež Janez XVII. (1003), papež Janeza XVIII. (1003–1009) in papež Aleksander II. (1061–1073). Papež Janez X. je bil prvi papež, ki so ga javno pokopali v rimskem obzidju zaradi govoric, češ da ga je umorila senatorka Teodora I. v obdobju, ki ga zgodovinarji imenujejo Mračno stoletje (saeculum obscurum). 
V baziliki sta pokopana tudi kardinala Vincenzo Santucci in Carlo Colonna.

## Križni hodnik
Med nadbaziliko in mestnim obzidjem je stal v prejšnjih časih velik samostan, v katerem je živela skupnost menihov. Njihova dolžnost je bila, da so upravljali nadbaziliko. Edini del, ki je ostal do danes, je križni hodnik iz 13. stoletja, obdan z ljubkimi, zvitimi stebri iz intarziranega marmorja. Spadajo v vmesni slog med romaniko in gotiko, ter so delo družine Cosmati.

## Lateranska krstilnica
Osmerokotna lateranska krstilnica stoji nekoliko ločeno od nadbazilike. Ustanovil jo je papež Sikst III., morda na prvotni stavbi, ker obstaja legenda, da je bil tam krščen cesar Konstantin I. Krstilnica je bila za mnoge rodove edina v Rimu. Njena osmerokotna zgradba, osredotočena na veliko kopalnico za popolno potopitev, je rabila kot vzor drugim krstilnicam po Italiji in tudi za ikoničen motiv iluminiranim rokopisom, ter je postala znana kot Vodnjak življenja.

## Svete stopnice
Scala Sancta ali Svete stopnice (ljudsko znane kot Svete štenge) so stopnice iz belega marmorja oblečene v les. Oblikujejo stopnišče, ki je nekoč vodilo do pretorija Poncija Pilata v Jeruzalemu. V spomin na Jezusovo trpljenje (pasijon) so jih posvetili stopinjam Jezusa Kristusa. Skozi odprtine v lesenih oblogah so vidne marmornate stopnice. Za njihov prenos iz Jeruzalema v Lateransko palačo v 4. stoletju je zaslužna cesarica sveta Helena, mati takratnega cesarja Konstantina I. Leta 1589 je papež Sikst V. preselil stopnice na njihovo današnjo lokacijo pred starodavno palatinsko kapelo z imenom Sancta Sanctorum. Nekatere freske na stenah je dokončal Ferraù Fenzoni.

## Praznik posvetitve nadbazilike
Obletnica posvetitve te cerkve je v katoličanstvu zaznamovana kot praznik šele od 12. stoletja dalje, ko je papeštvo težilo k vedno večjemu osredotočenju oblasti. V splošnem rimskem koledarju katoliške Cerkve je 9. november omenjen kot praznik posvetitve lateranske bazilike (Dedicatio Basilicae Lateranensis); v starejših besedilih pa je omenjen kot posvečenje bazilike presvetega Odrešenika. Ta praznik je v bogoslužnem koledarju glede na pomen Lateranske bazilike kot matične cerkve vesoljnega krščanstva razširjen po vsem svetu.

## Druga svetovna vojna
Med drugo svetovno vojno je Lateran in z njim povezane stavbe papež Pij XII. odprl za številne Jude in druge begunce, da so ga lahko uporabljali kot varno zatočišče pred italijanskimi fašisti in nemškimi nacisti. Med tistimi, ki so našli zavetje, so bili tudi Meuccio Ruini, Alcide De Gasperi, Pietro Nenni in mnogi drugi. Usmiljenke svetega Vinka Pavelskega so skrbele za šestdeset begunskih sirot, ki so jim prepustile svoj samostan na Via Carlo Emanuele. Sestre Deteta Jezusa, ki so kuhale za gojence Papeškega glavnega rimskega semenišča pri Lateranu, so ponudile sirotam krilo svojega samostana. Na tem območju so bili nastanjeni tedaj tudi italijanski vojaki.
Prorektorja semenišča, katoliška duhovnika Vincenzo Fagiolo in Pietro Palazzini, sta od Jad Vašema prejela posebno priznanje zaradi medvojne prizadevne pomoči Judom.

## Slikovna zbirka
- Napis zraven glavnega vhoda razglaša, da je bazilike matična cerkev vsem cerkvam v mestu in na svetu.
- Kip svetega Janeza Krstnika.
- Okrašeni strop nadbazilike.
- Apsida z mozaiki iz jedilnice papeža Leona III. v antični Lateranski palači.
- Samostanski križni hodnik s kozmatsko dekoracijo.
- Križni hodnik.
- V baziliki je upodobljena tudi Częstochovska Mati Božja.
- V notranji apsidi bazilike se nahaja papeški sedež.